# Angelo Mazzoni
Angelo Mazzoni (Milán, 3 de abril de 1961) es un deportista italiano que compitió en esgrima, especialista en la modalidad de espada.
Participó en seis Juegos Olímpicos de Verano, entre los años 1980 y 2000, obteniendo en total tres medallas, las tres en la prueba por equipos: oro en Atlanta 1996 (junto con Sandro Cuomo y Maurizio Randazzo), oro en Sídney 2000 (con Paolo Milanoli, Maurizio Randazzo y Alfredo Rota) y bronce en Los Ángeles 1984 (con Stefano Bellone, Sandro Cuomo, Cosimo Ferro y Roberto Manzi).
Ganó nueve medallas en el Campeonato Mundial de Esgrima entre los años 1983 y 1997, y dos medallas en el Campeonato Europeo de Esgrima, oro en 1981 y plata en 1983.

## Palmarés internacional
| Juegos Olímpicos   | Juegos Olímpicos             | Juegos Olímpicos  | Juegos Olímpicos   |
| Año                | Lugar                        | Medalla           | Prueba             |
| ------------------ | ---------------------------- | ----------------- | ------------------ |
| 1984               | Los Ángeles (Estados Unidos) | Medalla de bronce | Espada por equipos |
| 1996               | Atlanta (Estados Unidos)     | Medalla de oro    | Espada por equipos |
| 2000               | Sídney (Australia)           | Medalla de oro    | Espada por equipos |
| Campeonato Mundial |                              |                   |                    |
| Año                | Lugar                        | Medalla           | Prueba             |
| 1983               | Viena (Austria)              | Medalla de bronce | Espada individual  |
| 1983               | Viena (Austria)              | Medalla de bronce | Espada por equipos |
| 1985               | Barcelona (España)           | Medalla de plata  | Espada por equipos |
| 1986               | Sofía (Bulgaria)             | Medalla de bronce | Espada por equipos |
| 1989               | Denver (Estados Unidos)      | Medalla de oro    | Espada por equipos |
| 1990               | Lyon (Francia)               | Medalla de oro    | Espada por equipos |
| 1990               | Lyon (Francia)               | Medalla de plata  | Espada individual  |
| 1993               | Essen (Alemania)             | Medalla de oro    | Espada por equipos |
| 1997               | Ciudad del Cabo (Sudáfrica)  | Medalla de bronce | Espada por equipos |
| Campeonato Europeo |                              |                   |                    |
| Año                | Lugar                        | Medalla           | Prueba             |
| 1981               | Foggia (Italia)              | Medalla de oro    | Espada individual  |
| 1983               | Lisboa (Portugal)            | Medalla de plata  | Espada individual  |